# رولف گونتر
رولف گونتر (آلمانی: Rolf Günther؛ ۸ ژانویه ۱۹۱۳ – اوت ۱۹۴۵) یک نظامی با درجه اشتورمبانفورر اهل آلمان بود.وی از معاونان آدولف آیشمان بود.گونتر در سال ۱۹۲۹ به اس‌آ پیوست.
وی مسئول فرستادن یهودیان ساکن اسلواکی به اردوگاه آشویتس در کنار آلوئیس برونر بود.
وی که از عاملان کشتارهای یهودیان در یونان و اردوگاه آشویتس بوده از مامورین اس‌اس محسوب میشده است، در حالی که در زندان نیروهای آمریکایی در شهر ایبنزی نگه‌داری میشد در اوت ۱۹۴۵ با سم خودکشی کرد.